# Luc De Ryck
Luc De Ryck (Temse, 11 november 1949) is een Belgische politicus voor de CVP en diens opvolger CD&V. Hij was ruim 29 jaar burgemeester van Temse.

## Levensloop
Zijn vader, Albert De Ryck, was eerste schepen en burgemeester van Temse na WO II.  Luc De Ryck volgde regentaat voor de talen Nederlands-Engels-Duits (1969, Sint-Niklaas) en gaf les aan het Heilige Maagdcollege in Dendermonde (1969-1985) en in het avondonderwijs in Temse (CVO, 1969-1977).  Intussen was hij ook actief in de regionale journalistiek.
De Ryck ging net als zijn vader in de gemeentepolitiek. Nadat hij in 1977 voorzitter van de Jong-CVP was geworden, nam hij in 1982 voor het eerst deel aan de gemeenteraadsverkiezingen. Hij werd verkozen met 1068 voorkeurstemmen en werd meteen schepen (onder burgemeester Désiré Van Riet). Per 1 januari 1986 verliet hij het onderwijs en werd kabinetsmedewerker bij staatssecretaris voor Milieu en Maatschappelijke Emancipatie, later minister van Tewerkstelling en Arbeid en Gelijke Kansen Miet Smet. De ruim 13 jaar dat Miet Smet deel uitmaakte van de regering, bleef hij op post. In 1989-1993 was hij ook voorzitter van de Intercommunale Vereniging van het Land van Waas (huidig Interwaas). Hij bleef schepen tot 1992.
Conform het gentlemen's agreement tussen Van Riet en De Ryck werd De Ryck in 1993 burgemeester. Hij won alle volgende verkiezingen en bleef burgemeester. Op 31 mei 2022 zette hij - na ruim 29 jaar burgemeesterschap - een punt achter zijn politieke carrière.  Als fervent wielerfan en -toerist werd hij tweemaal kampioen van België bij de burgemeesters. Via de regionale journalistiek evolueerde hij in de richting van de plaatselijke geschiedschrijving, wat resulteerde in talrijke publicaties over Temse, o.a. de Ijzerhelden de gebroeders Van Raemdonck, kunstschilder Jef De Pauw, de beeldhouwers Karel Aubroeck en Valeer Peirsman, Clemens De Landtsheer (secretaris IJzerbedevaartcomité, 1921-1960) en cineast-schrijver Frans Buyens.
Als stripfanaat was hij de auteur van Ongekend Veelzijdig, de biografie van Jef Nys. De Ryck is één van de grondleggers van Temses reputatie als stripgemeente. Hij is te zien op de cover van de luxe-editie van het stripalbum  De slungel van de jungle (De avonturen van Urbanus - Urbanus & Willy Linthout, 2008). Zelf komt hij voor in de strips  Tazuur en Tazijn (= Suske en Wiske in Temse) (Paul Geerts, 1991) en De Plasticjagers (Jommeke, 2020).
In 2022 kondigde De Ryck zijn ontslag aan. Hij werd als burgemeester opgevolgd door Hugo Maes.
- Gemeinsame Normdatei: 1156722624
- Virtual International Authority File: 1961152502716210800008